# Min Khamon
Min Khamon, que também se transcreve Man Khamon: (ou Minkhamaung) e chamado pelo nome pali de Waradhammaraja e muçulmano de  Husain Shah (Khamon: (Arracão) 1577- 1622), foi rei de Arracão de 1612 a 1622.
Min Khamon, era filho do rei Min Raza Gyi e de sua esposa Pañcalacanda. 
Enquanto príncipe herdeiro tinha comandado a armada naval na guerra contra o Pegu de Nandabayin, em 1598-1599. 
Em 1605, foi mandado por seu pai para recuperar Sirião do mercenário rebelde português Filipe de Brito e Nicote. Desbaratado por este último, foi feito prisioneiro. Segundo uma versão das crónicas arracanesas, isso aconteceu depois da batalha naval, o príncipe tendo ido ao famoso santuário Shwesandaw, em Prome, quando um português seguindo-o, apoderou-se dele; outra versão diz que o príncipe tendo escapado da batalha, repousava-se na ilha de Huin Kri: (Haingyi) perto do Cabo Negrais, quando De Brito, que tinha posicionado quatro navios perto da ilha, mandou seus soldados de noite atacar o campo e apoderar-se dele. Quanto a Fernão Guerreiro, diz ele, que o príncipe fugiu em direção de Prome para voltar para o Arracão, mas De Brito fez-lhe uma emboscada e o príncipe foi forçado de se render com uma parte da sua gente.
Seu pai teve então que pagar uma soma muito elevada pelo seu resgate, além de reconhecer Filipe de Brito rei soberano de Sirião.
Com a morte do pai em 1612, vem a ser o novo rei de Arracão. Um dos seus primeiros atos foi de sitiar Chittagong, governado pelo seu irmão mais novo Cakrawate.
Cakravate tinha estabelecido relações de amizade com Sebastião Gonçalves Tibau, "rei" de Sundiva, mas este último, na contenda entre os dois irmãos não se quis posicionar. Depois de quatro meses de cerco, e com a morte de Cakrawate, a cidade rendeu-se. Dois filhos menores do governador foram então  retirados secretamente da cidade pelos frades agostinhos e, mais tarde batizados em Ugulim sob o nome de Martim e Petronilla. Martim fez depois  uma carreira militar brilhante ao serviço do Estado da Índia.
Morreu em 1622. O seu filho Sirisudhammaraja sucedeu-lhe.